# Semion Babaevski
Semion Petrovici Babaevski (în rusă Семён Петрович Бабаевский, n. 24 mai/6 iunie 1909, Izyumsky Uyezd⁠(d), gubernia Harkov⁠(d), Imperiul Rus – d. 28 martie 2000, Moscova, Rusia) a fost un scriitor rus sovietic.
A primit Premii Stalin de trei ori (1949, 1950, 1951) și a fost laureat al Premiului de Stat al URSS; scrierile sale sunt dedicate eroismului ostașilor sovietici în cel de-al Doilea Război Mondial. A fost membru în Partidul Comunist al Uniunii Sovietice.

## Scrieri
- 1947 - 1948: Cavalerul stelei de aur
- 1949 - 1950: Lumină deasupra pământului
- 1961: Răzvrătirea fiului.